# Harold et le Crayon violet
 (mai 2023).
Harold et le Crayon violet ou Harold et le crayon magique (titre original en anglais : Harold and the Purple Crayon) est un livre pour enfants de l'illustrateur américain Crockett Johnson paru en 1955. Il s'est vendu aux États-Unis à plus de deux millions d'exemplaires.[réf. nécessaire]

## Adaptation
L'adaptation cinématographique du livre est prévue en salle le 16 octobre 2024 en France. Le film est réalisé par Carlos Saldanha avec Zachary Levi dans le rôle principal.
Carlos Saldanha réalise cette comédie d’aventures familiale, en prises de vues réelles, produite par John Davies. Au casting, on retrouve Zachary Levi, Lil Rel Howery, Benjamin Bottani, Jemaine Clement, Tanya Reynolds ainsi qu’Alfred Molina et Zooey Deschanel. Le scénario du film est écrit par David Guion et Michael Handelman, d'après le livre de Crockett Johnson.